# 768 v.Chr.
Het jaar 768 v.Chr. is een jaartal volgens de christelijke jaartelling.

## Gebeurtenissen

### Anatolië
- De Grieken beginnen een oorlog tegen de Lydiërs. Dit leidt tot een economische neergang, vooral in Ionië, die de kolonisatie van vreemde kusten bevordert.[1] (waarschijnlijke datum)